# Kolonie (Frankfurt am Main)
Koordinaten: 50° 6′ N, 8° 30′ O
Die Kolonie (auch Colonie, selten Neu-Zeilsheim) ist ein im Stil einer Gartenstadt gestaltetes Wohngebiet im Frankfurter Stadtteil Zeilsheim. Als die letzte vollständig erhaltene Arbeitersiedlung der ehemaligen Farbwerke Hoechst steht sie unter Denkmalschutz.
Die Siedlung besteht heute aus zwei Bauabschnitten. Der ältere Teil wurde ab 1900 erbaut, der neuere ab 1925.

## Struktur

### Straßennetz
Die Kolonie liegt im Dreieck zwischen den aufgespannten Hauptstraßen Pfaffenwiese im Norden und Alt-Zeilsheim / West-Höchster-Straße im Süden. Die Straße Neu-Zeilsheim teilt das Dreieck in zwei Hälften und dient als Hauptstraße der Siedlung. Orthogonal zu dieser verlaufen die Seitenstraßen, die die Wohnhäuser anbinden. Diese größtenteils einfach ausgebauten Einbahnstraßen sind nach Orten benannt und alphabetisch von Osten nach Westen angeordnet.
- Neue Kolonie

1. Apoldaer Weg / Altenburger Weg
2. Bernburger Weg / Braunschweiger Weg
3. Coburger Weg
4. Dessauer Weg
5. Erfurter Weg / Eisenacher Weg

- Alte Kolonie

1. Frankenthaler Weg
2. Greifswalder Weg
3. Hildburghäuser Weg
4. Jenaer Weg
5. Kolberger Weg
6. Ludwigsburger Weg
7. Meininger Weg

Die Straßen Frankenthaler Weg und Kolberger Weg sind zweispurig ausgebaut und dienen als Querverbindungsstraßen.

### Öffentlicher Personennahverkehr
Der Nahverkehr stützt sich, wie im gesamten Stadtteil, ausschließlich auf die Stadtbuslinien im Frankfurter Westen. Die drei Zeilsheimer Omnibuslinien 53, 54 sowie die Quartierbuslinie 57 umfahren die Kolonie und haben im nördlichen Bereich die Haltestellen Stadthalle Zeilsheim und Pfaffenwiese/Kolberger Weg sowie im Süden die Haltestelle Kolonie. Zusätzlich gibt es seit 2008 zwischen Zeilsheim und Sindlingen an der West-Höchster Straße einen Haltepunkt der S-Bahnlinie S2 am neu errichteten Bahnhof Frankfurt-Zeilsheim.

## Alte Kolonie
1899 gründeten die Farbwerke Hoechst eine Wohnungsbaugesellschaft und kaufte das damals noch unbebaute Land in der Gemarkung Zeilsheim. Die Häuser sollten den Angestellten des Betriebs ein fabriknahes Wohnen im Grünen ermöglichen.
Die Siedlung besteht aus Häusern in verschiedenen Bauformen. Sie sind im schlichten Jugendstil gehalten. Die häufigste Bauform ist das Doppelhaus. Der Wohnraum der Doppelhaushälften besteht jeweils aus zwei verschieden langen Quadern, die auf zwei Stockwerke verteilt sind. Die ursprüngliche Raumaufteilung umfasste eine Küche, ein kleines Wohn- und Esszimmer, eine kleine Toilette und einen Hühnerstall im Erdgeschoss. Im ersten Stockwerk befinden sich die Schlafzimmer. Aufgrund der zurückgehenden Selbstversorgung wurde der Hühnerstall in den meisten Häusern zu einem zusätzlichen Badezimmer oder einem Abstellraum umgebaut.

### Kirchengemeinde

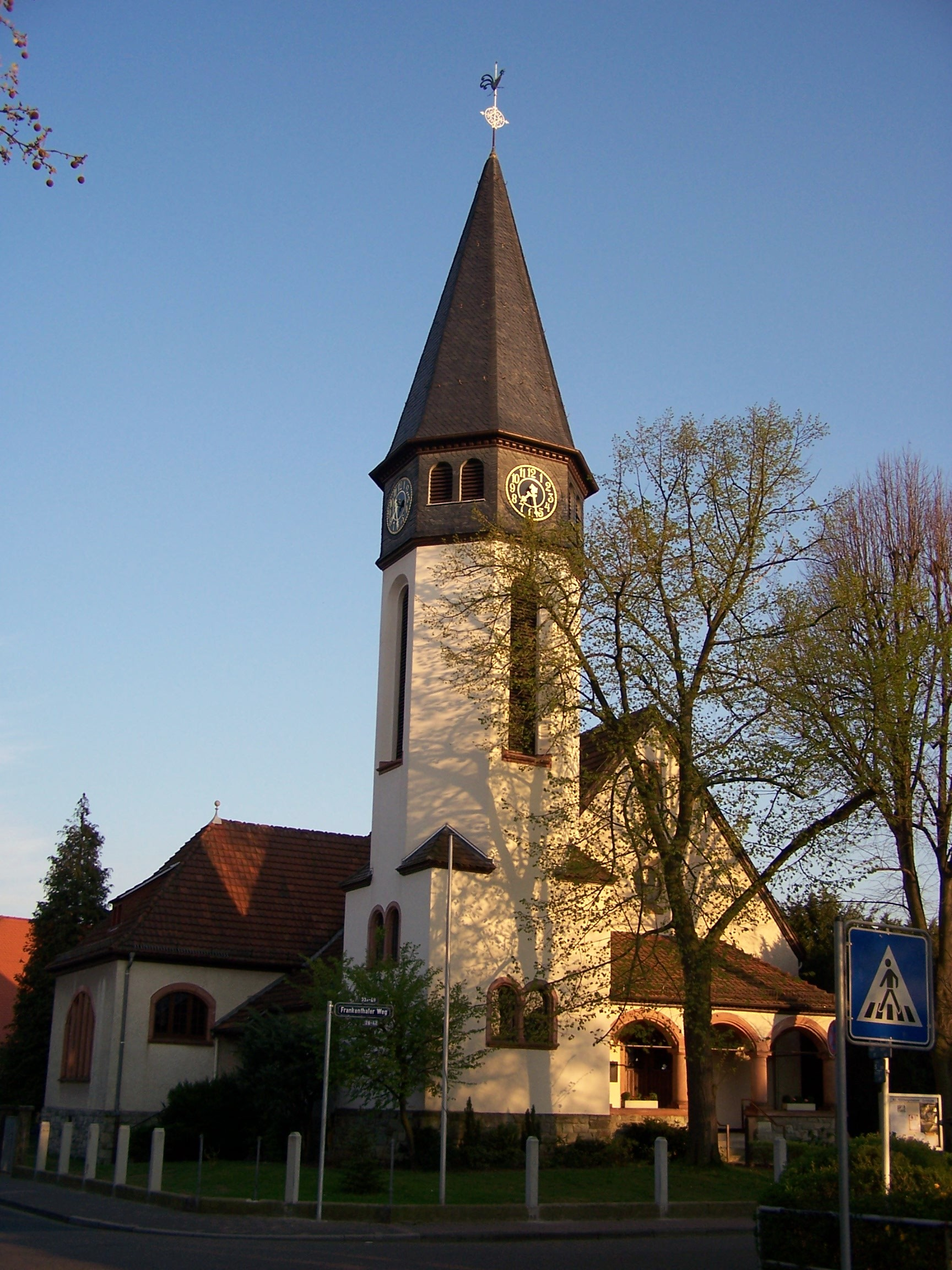
Evangelische Kirche

Die evangelische Kirche am Frankenthaler Weg wurde am 18. August 1912 eingeweiht. Sie wurde zum Mittelpunkt der evangelischen Gemeinde, die sich durch die Kolonie im ursprünglich rein katholischen Zeilsheim ansiedelte. Die Farbwerke unterstützten den Bau der Kirche finanziell.

### Käthe-Kollwitz-Schule
Das Schulgebäude wurde 1901 von den Farbwerken Hoechst erbaut, um dem sprunghaften Bevölkerungsanstieg im Stadtteil gerecht zu werden. Eine Besonderheit des Gebäudes bildete der Tiefbrunnen mit dem Wasserreservoir, der die Kolonie mit Wasser versorgte. Dieser ist allerdings heute nicht mehr vorhanden. Heute kann die Schule mit dem Erweiterungsbau rund 800 Schülern Platz bieten. Sie besitzt eine Grundschule.